# Yên Châu
Yên Châu là một huyện thuộc tỉnh Sơn La, Việt Nam.

## Vị trí địa lý
Huyện nằm về phía đông nam của tỉnh Sơn La, có vị trí địa lý:
- Phía bắc giáp huyện Bắc Yên
- Phía tây giáp huyện Mai Sơn
- Phía đông giáp thị xã Mộc Châu
- Phía nam giáp Lào.

## Diện tích, dân cư, giao thông
Huyện có diện tích 854 km² và dân số 57.000 người (năm 2004) và 68.753 người (năm 2009), huyện ly là thị trấn Yên Châu nằm trên đường quốc lộ 6 cách thành phố Sơn La khoảng 61 km về hướng đông nam

## Hành chính
Huyện Yên Châu có 14 đơn vị hành chính cấp xã trực thuộc, bao gồm thị trấn Yên Châu (huyện lỵ) và 13 xã: Chiềng Đông, Chiềng Hặc, Chiềng Khoi, Chiềng On, Chiềng Pằn, Chiềng Sàng, Chiềng Tương, Lóng Phiêng, Mường Lựm, Phiêng Khoài, Sặp Vạt, Tú Nang, Yên Sơn.

## Lịch sử
Yên Châu vốn xưa là đất thuộc Ngư Hống thời nhà Lý nhà Trần, được gọi là Mang Việt. Người mán Ngưu Hống là người thuộc sắc tộc Thái-Lào, lần đầu tiên (cùng người Lào) cống phương vật cho Đại Việt vào năm Đinh Mùi (1067) dưới triều Lý Thánh Tông. Cuối nhà Trần, Trần Minh Tông đi đánh mán Ngư Hống và đóng quân ở đây, rồi vua Minh Tông đặt đất đó (Ngưu Hống) làm phủ Thái Bình. Từ thời nhà Hậu Lê đầu thời nhà Nguyễn gọi là Việt Châu. Năm Minh Mạng thứ 3 ̈(1822) được đổi tên thành An Châu (hay đọc cách khác là Yên Châu).
Sau năm 1975, huyện Yên Châu bao gồm 13 xã: Chiềng Đông, Chiềng Hặc, Chiềng Khoi, Chiềng On, Chiềng Pằn, Chiềng Sại, Chiềng Sàng, Chiềng Sinh, Mường Lựm, Phiêng Khoài, Sặp Vạt, Tạ Khoa và Viêng Lán.
Ngày 25 tháng 7 năm 1978, đổi tên xã Chiềng Sinh thành xã Phiêng Côn.
Ngày 16 tháng 1 năm 1979, chia xã Tạ Khoa thành 2 xã: Mường Khoa và Tạ Khoa.
Ngày 13 tháng 3 năm 1979: 
- Sáp nhập các xã Tú Nang, Lóng Phiêng và Chiềng Tương của huyện Mộc Châu vào huyện Yên Châu
- Sáp nhập các xã Tạ Khoa, Mường Khoa, Chiềng Sại và Phiêng Côn của huyện Yên Châu vào huyện Bắc Yên.

Ngày 29 tháng 2 năm 1988, tách hợp tác xã 1-5, hợp tác xã 2-9, hợp tác xã Yên Phong và khu dân cư trên địa bàn xã Viêng Lán để thành lập thị trấn Yên Châu (thị trấn huyện lỵ huyện Yên Châu).
Ngày 16 tháng 5 năm 1998, thành lập xã Yên Sơn trên cơ sở 4.596,2 ha diện tích tự nhiên và 3.038 nhân khẩu của xã Chiềng On.
Ngày 1 tháng 2 năm 2025, giải thể xã Viêng Lán, địa bàn sáp nhập vào thị trấn Yên Châu và các xã Sặp Vạt và Chiềng Pằn; điều chỉnh một phần diện tích tự nhiên và dân số của xã Sặp Vạt về thị trấn Yên Châu quản lý.
Huyện Yên Châu có 1 thị trấn và 13 xã như hiện nay.

## Kinh tế, xã hội
Yên Châu là một huyện miền núi, biên giới của tỉnh Sơn La; nằm dọc trục quốc lộ 6, trung tâm cách thành phố Sơn La 64 km, cách Thủ đô Hà Nội 240 km; có 47 km đường biên giới với nước CHDCND Lào. Tổng diện tích tự nhiên 857,75 km²; dân số trung bình năm 2006 là 64,2 nghìn người, mật độ dân số 74,8 người/km². Toàn huyện có 15 xã, thị trấn, trong đó có 8 xã được hưởng chính sách chương trình 135, năm 2006 đã có 6/8 xã được công nhận thoát khỏi tình trạng ĐBKK. Toàn huyện có 177 bản, tiểu khu. Có 5 dân tộc anh em chủ yếu là: Kinh, Thái, Xinh mun, Mông, Khơ mú; dân tộc thiểu số chiếm trên 70% dân số toàn huyện.
Yên Châu nằm trong vùng động lực kinh tế của tỉnh; nằm đệm giữa 2 khu công nghiệp trọng điểm của tỉnh Sơn La là: Huyện Mai Sơn và Mộc Châu, có nhiều thuận lợi cho phát triển sản xuất nông sản phẩm hàng hoá nguyên liệu phục vụ công nghiệp chế biến của tỉnh.
Yên Châu và 2 xã Tú Nang, Chiềng Hặc được Nhà nước Việt Nam phong tặng danh hiệu "Anh hùng lực lượng vũ trang" trong kháng chiến chống Pháp và chống Mỹ; HTX Kim Chung phường Phiêng Khoài được phong tặng danh hiệu đơn vị "Anh hùng lao động", 1 cá nhân được phong tặng danh hiệu "Anh hùng lao động trong thời kỳ đổi mới".

## Điều kiện tự nhiên

### Vị trí địa lý
Trung tâm huyện cách thành phố Sơn La 61 km về hướng đông, cách Thủ đô Hà Nội 240 km theo hướng Tây Bắc, có tọa độ địa lý như sau:
- 1040 10’ - 1040 40’ kinh độ đông.
- 210 07’ - 210 14’ vĩ độ bắc.
- Phía đông giáp huyện Mộc Châu.
- Phía tây giáp huyện Mai Sơn.
- Phí bắc giáp huyện Bắc Yên.
- Phía nam giáp nước CHDCND Lào với 47 km đường Biên giới.

### Đặc điểm địa hình
Yên Châu nhìn chung có địa hình khá phức tạp, bị chia cắt bởi các dãy núi đá vôi cao. Do đó huyện được chia cắt thành 2 vùng rõ rệt, đó là:
- Vùng lòng chảo (dọc trục quốc lộ 6) gồm có 9 xã, thị trấn; có độ cao trung bình 400m so với mặt nước biển.
- Vùng cao Biên giới: Gồm 6 xã; có độ cao trung bình 900 - 1000m so với mặt nước biển.

### Đặc điểm khí hậu
Yên Châu thuộc vùng khí hậu nhiệt đới gió mùa, nóng ẩm mưa nhiều. Do các yếu tố về vị trí địa lý, địa hình, độ cao đã phân chia huyện thành 2 vùng khí hậu khác nhau.
- Vùng lòng chảo (dọc quốc lộ 6): Khí hậu khô nóng, chịu ảnh hưởng của gió mùa tây nam. Có chế độ nhiệt, số ngày nắng cao thuận lợi cho phát triển cây lương thực, cây công nghiệp hàng năm, cây ăn quả nhiệt đới.
- Vùng cao, biên giới: Khí hậu mát mẻ, độ ẩm cao mang tính chất á nhiệt đới, thích nghi cho các loại cây trồng á nhiệt đới, chăn nuôi đại gia súc.
- Khí hậu phân chia thành 2 mùa rõ rệt: Mùa mưa từ tháng 5 - tháng 10; mùa khô từ tháng 11 - tháng 4 năm sau, mùa khô thường có rét đậm kéo dài, thường xảy ra sương muối ở vùng cao biên